# Mylopotamos
Mylopotamos (in greco Μυλοπόταμος?) è un comune della Grecia situato nell'isola di Creta (unità periferica di Retimo) con 14.599 abitanti secondo i dati del censimento 2001.
È stato istituito a seguito della riforma amministrativa detta Programma Callicrate in vigore dal gennaio 2011 che ha abolito le prefetture e accorpato numerosi comuni